# Valaurie
Valaurie é uma comuna francesa na região administrativa de Auvérnia-Ródano-Alpes, no departamento de Drôme. Estende-se por uma área de 12,3 km². Em 2010 a comuna tinha 652 habitantes (densidade: 53 hab./km²).